# Allemagne de l'Ouest aux Jeux olympiques d'été de 1972
L'Allemagne de l'Ouest participe aux Jeux olympiques d'été de 1972 à Munich en Allemagne. 423 athlètes ouest-allemands, 340 hommes et 83 femmes, ont participé à 183 compétitions dans 23 sports. Ils y ont obtenu 40 médailles : 13 d'or, 11 d'argent et 16 de bronze.